# Van Doude
Van Doude, född Doude van Herwijnen 28 maj 1926 i Haarlem, Noord-Holland, död 18 augusti 2018 i Clichy, Île-de-France, var en nederländsk-fransk skådespelare.

## Roller (urval)
- 1956 – Ringaren i Notre Dame
- 1957 – Ariane
- 1957 – Oss älskare emellan
- 1959 – I lejonets tecken
- 1960 – Till sista andetaget
- 1962 – Processen
- 1967 – Quartier Latin i deras hjärtan
- 1968 – Bruden bar svart
- 1969 – Z – han lever
- 1973 – Schakalen
- 1977 – Man kallade honom sheriffen
- 1977 – Älskade, dröj hos mig
- 1978 – L'Argent des autres
- 1990 – Hämnd, ljuva hämnd
- 1992 – Ett vinterhjärta